# Rodriguesbulbyl
Rodriguesbulbyl (Hypsipetes cowlesi) är en utdöd fågel i familjen bulbyler inom ordningen tättingar. Den förekom tidigare enbart på Rodrigues, den östligaste av Maskarenerna i Indiska oceanen. Den är enbart känd från subfossila lämningar funna 1974. Först 2015 beskrevs den formellt.